# Eriocaulon neocaledonicum
Eriocaulon neocaledonicum är en gräsväxtart som beskrevs av Rudolf Schlechter. Eriocaulon neocaledonicum ingår i släktet Eriocaulon och familjen Eriocaulaceae.
Artens utbredningsområde är Nya Kaledonien. Inga underarter finns listade i Catalogue of Life.